# Johann Friedrich von Eschscholtz
Johann Friedrich Eschscholtz (en ruso: Иоганн Фридрих фон Эшшольц; 1793 - 1831) fue un médico, botánico, zoólogo, explorador y entomólogo alemán del Báltico.

## Biografía
Eschscholtz estudió medicina en la Universidad de Tartu, y gestó su carrera principal allí también, fue profesor extraordinario de anatomía (1819), director de zoología en 1822, profesor de anatomía en 1828. (Tartu, entonces Derpt, está ahora en Estonia pero en esa época pertenecía al Imperio ruso).
Entre 1815 y 1818 fue el médico y naturalista en la nave rusa expedicionaria Rurick, bajo órdenes de Otto von Kotzebue. Coleccionó en Brasil, Chile, California, islas del Pacífico, y en el estrecho de Bering, Kamchatka y las islas Aleutianas.
El otro naturalista a bordo era el botánico Adelbert von Chamisso que coleccionó con Eschscholtz los especímenes de insectos en la realización del viaje. Los dos eran amigos íntimos y Chamisso denominó a la Amapola de California con el nombre científico de Eschscholzia californica en su honor. Los resultados del viaje se publicaron en el periódico de Berlín Entomographien en 1822.
De 1823 a 1826 Eschscholtz hizo un segundo viaje, en la nave Predpriaetie (Empresa), de nuevo con Kotzebue como comandante. Las colecciones grandes, principalmente de Coleoptera, fueron hechas en los trópicos y en Alaska, Sitka y en California.

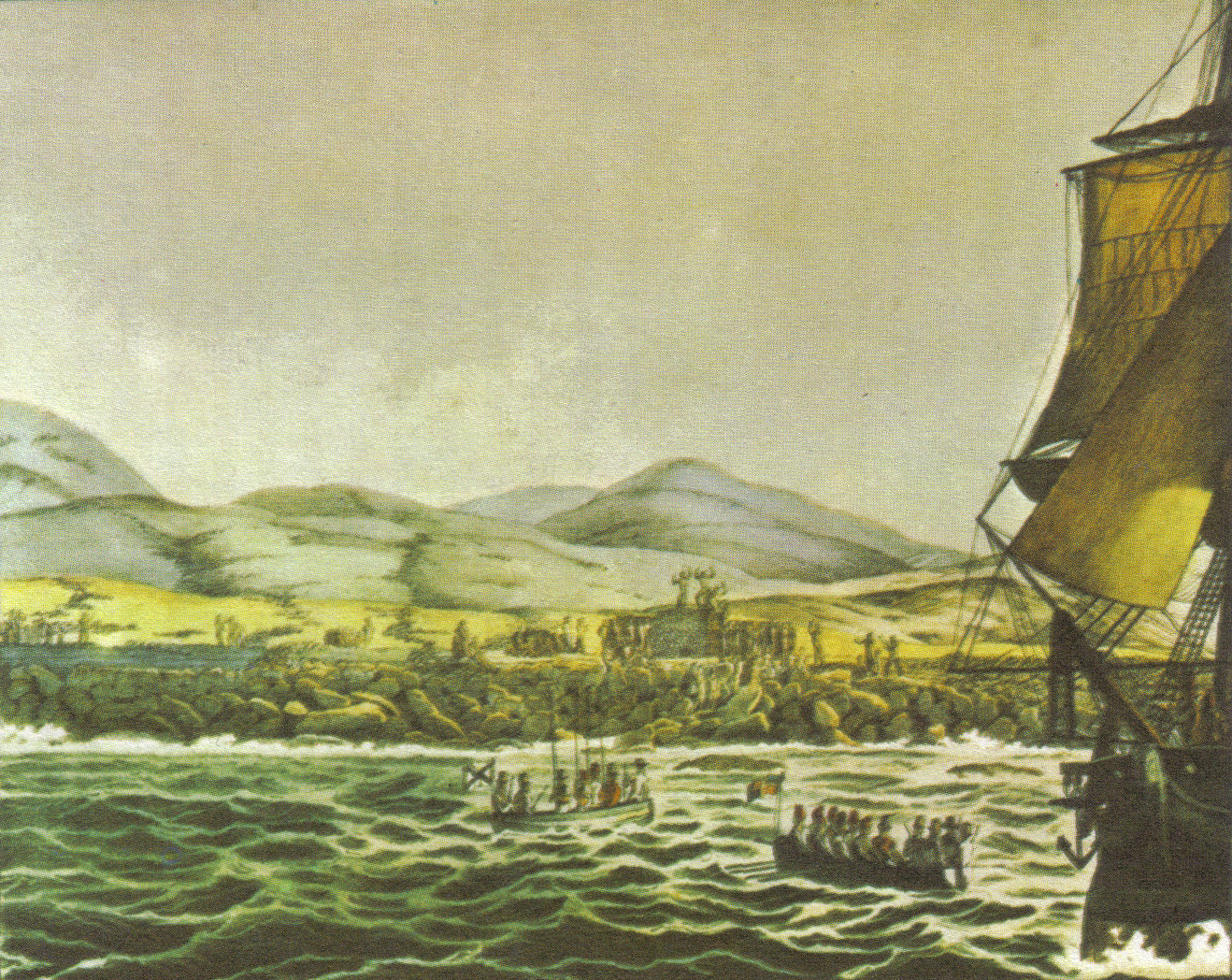
Rurick en la isla de Pascua.

Antes de su temprana muerte Eschscholtz visitó al especialista francés en coleópteros Pierre François Marie Auguste Dejean. Eschscholtz describió coleópteros que él había coleccionado usando la colección de Dejean para decidir qué era nuevo. Los nombres binomiales que él les dio y las descripciones fueron publicadas por Dejean después de la muerte de Eschscholtz. Dejean los atribuyó a Eschscholtz, pero las reglas de nomenclatura más tarde lo excluyeron. Quizás estas especies deban ser retribuidas a Eschscholtz por Dejean.
Fue uno de los primeros científicos importantes en la exploración del Pacífico, Alaska, y California. Entre sus publicaciones se encuentran System der Akalephen (1829), y el Zoologischer Atlas (1829-33).
Eschscholtz fue el primer naturalista en describir el gusano bellota (Balanoglossus), que encontró en las Islas Marshall en 1825.
Sus colecciones de insectos están en el Museo Zoológico de Moscú, y en los museos de Dorpat y Helsinki.

## Honores

### Eponimia
Kotzebue nombró una isla en las Islas Marshall como atolón Eschscholtz (que se renombró en 1946 como Atolón Bikini). Kotzebue también dio nombre en su honor a una pequeña bahía situada al final del Kotzebue Sound (en Alaska), bahía Eschscholtz.
- El género Eschscholzia fue nombrado en su honor.

- La abreviatura «Eschsch.» se emplea para indicar a Johann Friedrich von Eschscholtz como autoridad en la descripción y clasificación científica de los vegetales.[1]

## Abreviatura (zoología)
La abreviatura Eschscholtz  se emplea para indicar a Johann Friedrich von Eschscholtz como autoridad en la descripción y taxonomía en zoología.